# 1979 a jogalkotásban
1979-ben az alábbi jogszabályokat alkották meg:

## Magyarország

### Törvények (3)
- 1979. évi I. törvény 	 a Magyar Népköztársaság 1978. évi költségvetésének végrehajtásáról
- 1979. évi II. törvény 	 az állami pénzügyekről
- 1979. évi III. törvény 	 a Magyar Népköztársaság 1980. évi költségvetéséről

### Törvényerejű rendeletek (33)
- Forrás: Törvényerejű rendeletek teljes listája (1949 - 1989)
- 1979. évi 1. törvényerejű rendelet 	 a tervszerű devizagazdálkodásról szóló 1974. évi 1. törvényerejű rendelet módosításáról
- 1979. évi 2. törvényerejű rendelet 	 a kulturális javak jogtalan behozatalának, kivitelének és tulajdona jogtalan átruházásának megakadályozását és megelőzését szolgáló eszközökről szóló, az Egyesült Nemzetek Nevelésügyi, Tudományos és Kulturális Szervezetének Közgyűlése által Párizsban az 1970. évi november hó 14. napján elfogadott Egyezmény kihirdetéséről
- 1979. évi 3. törvényerejű rendelet 	 a mezőgazdasági és élelmezésügyi ágazathoz tartozó egyes hatáskörök módosításáról
- 1979. évi 4. törvényerejű rendelet 	 a büntetőeljárásról szóló 1973. évi I. törvény (Be.) módosításáról
- 1979. évi 5. törvényerejű rendelet 	 a Büntető Törvénykönyvről szóló 1978. évi IV. törvény hatálybalépéséről és végrehajtásáról
- 1979. évi 6. törvényerejű rendelet 	 a Magyar Tudományos Akadémiáról
- 1979. évi 7. törvényerejű rendelet 	 a Magyar Népköztársaság Hőse kitüntetés és kitüntető cím alapításáról
- 1979. évi 8. törvényerejű rendelet 	 a Magyar Népköztársaság Kormánya és a Jugoszláv Szocialista Szövetségi Köztársaság Kormánya között vámkérdésekben történő együttműködésről és kölcsönös segítségnyújtásról Belgrádban az 1978. évi március 29. napján aláírt Egyezmény kihirdetéséről
- 1979. évi 9. törvényerejű rendelet 	 a Genfben, 1976. évi október hó 28. napján kelt, a tengerészek munkaviszonyának folyamatosságáról szóló egyezmény kihirdetéséről
- 1979. évi 10. törvényerejű rendelet 	 a szabálysértésekről szóló 1968. évi I. törvény módosításáról és kiegészítéséről
- 1979. évi 11. törvényerejű rendelet 	 a büntetések és az intézkedések végrehajtásáról
- 1979. évi 12. törvényerejű rendelet 	 az oktatási, a tudományos és a kulturális jellegű tárgyak behozataláról szóló Lake Successben, 1950. november 22-én kelt megállapodás kihirdetéséről
- 1979. évi 13. törvényerejű rendelet 	 a nemzetközi magánjogról
- 1979. évi 14. törvényerejű rendelet 	 a Magyar Népköztársaság és a Görög Köztársaság között Athénben az 1977. évi március hó 18. napján aláírt Konzuli Egyezmény kihirdetéséről
- 1979. évi 15. törvényerejű rendelet 	 a Magyar Népköztársaság Kormánya és a Jugoszláv Szocialista Szövetségi Köztársaság Kormánya között a magyar-jugoszláv államhatáron a határrendsértések megelőzéséről és rendezéséről Budapesten, az 1978. évi október hó 4. napján aláírt egyezmény kihirdetéséről
- 1979. évi 16. törvényerejű rendelet 	 a bíróságokról szóló 1972. évi IV. törvény módosításáról
- 1979. évi 17. törvényerejű rendelet 	 a Magyar Népköztársaság és az Osztrák Köztársaság között a határon átmenő vasúti forgalomról szóló, Budapesten 1978. év szeptember hó 14. napján kelt egyezmény kihirdetéséről
- 1979. évi 18. törvényerejű rendelet 	 a bírósági végrehajtásról
- 1979. évi 19. törvényerejű rendelet 	 a Veszélyes Áruk Nemzetközi Közúti Szállításáról szóló Európai Megállapodás kihirdetéséről
- 1979. évi 20. törvényerejű rendelet 	 a fogyasztási szövetkezetek megyei szövetségeinél a tisztségviselők megbízatásának meghosszabbításáról
- 1979. évi 21. törvényerejű rendelet 	 a Magyar Népköztársaság és az Osztrák Köztársaság között Budapesten, 1978. évi július hó 10. napján aláírt, az egészségügy területén való együttműködésről szóló egyezmény kihirdetéséről
- 1979. évi 22. törvényerejű rendelet 	 a Magyar Népköztársaság Kormánya és a Német Demokratikus Köztársaság Kormánya között Berlinben, az 1967. évi július hó 7. napján aláírt kulturális és tudományos együttműködési egyezmény kihirdetéséről szóló 1967. évi 31. törvényerejű rendelet hatályon kívül helyezéséről
- 1979. évi 23. törvényerejű rendelet 	 a Kölcsönös Gazdasági Segítség Tanácsában részt vevő országok szervezetei közötti áruszállítások 1968/1975. évi Általános Feltételei kiegészítéseinek és módosításainak közzétételéről
- 1979. évi 24. törvényerejű rendelet 	 a Kölcsönös Gazdasági Segítség Tanácsában részt vevő országok szervezetei közötti termelés-szakosítás és kooperáció Általános Feltételeinek közzétételéről
- 1979. évi 25. törvényerejű rendelet 	 a pszichotróp anyagokról szóló, Bécsben az 1971. évi február hó 21. napján aláírt egyezmény kihirdetéséről
- 1979. évi 26. törvényerejű rendelet 	 a szabadságvesztésre elítélt személyeknek büntetésük hazai végrehajtása céljából történő átadásáról szóló, Berlinben az 1978. évi május hó 19. napján kelt egyezmény kihirdetéséről
- 1979. évi 27. törvényerejű rendelet 	 a Magyar Népköztársaság és a Németországi Szövetségi Köztársaság között a kettős adóztatás elkerülésére a jövedelem-, a hozadéki és a vagyonadók területén Budapesten, 1977. évi július 18-án aláírt egyezmény kihirdetéséről
- 1979. évi 28. törvényerejű rendelet 	 a nemzetközi jelentőségű vadvizekről, különösen mint a vízimadarak tartózkodási helyéről szóló, Ramsarban, 1971. február 2-án elfogadott egyezmény kihirdetéséről
- 1979. évi 29. törvényerejű rendelet 	 a Munka Törvénykönyvéről szóló 1967. évi II. törvény módosításáról
- 1979. évi 30. törvényerejű rendelet 	 a Föld kozmikus távszondázása útján nyert adatok átadására és felhasználására vonatkozó, Moszkvában 1978. évi május 19-én kelt nemzetközi Egyezmény kihirdetéséről
- 1979. évi 31. törvényerejű rendelet 	 egyes polgári eljárásjogi szabályok módosításáról
- 1979. évi 32. törvényerejű rendelet 	 a mezőgazdasági rendeltetésű földek védelméről szóló 1961. évi VI. törvény egyes rendelkezéseinek módosításáról
- 1979. évi 33. törvényerejű rendelet 	 a földtulajdonra és a tartós földhasználatra vonatkozó egyes rendelkezések módosításáról

### Minisztertanácsi rendeletek
- 1/1979. (I. 10.) MT rendelet A Szocialista Hazáért Érdemrend alapításáról szóló 1966. évi 29. számú törvényerejű rendelet végrehajtására kiadott 27/1966. (XII. 18.) Korm. számú rendelet módosításáról és kiegészítéséről [1]
- 2/1979. (?. ?) MT rendelet ?
- 3/1979. (?. ?) MT rendelet ?
- 4/1979. (?. ?) MT rendelet ?
- 5/1979. (?. ?) MT rendelet ?
- 8/1980. (III. 25.) MT rendelet a Magyar Népköztársaság Kormánya és az Osztrák Szövetségi Kormány között az 1979. szeptember 15. napján, Budapesten aláírt, a gazdasági, ipari és műszaki együttműködésről és annak továbbfejlesztéséről szóló hosszú lejáratú megállapodás kihirdetéséről
- 12/1979. (III. 24.) MT rendelet a Magyar Népköztársaság Kormánya és a Svéd Királyság Kormánya között, Budapesten az 1977. évi szeptember hó 21. napján aláírt egészségügyi együttműködésről szóló egyezmény kihirdetéséről
- 13/1979. (?. ?) MT rendelet ?
- 14/1979. (?. ?) MT rendelet ?
- 15/1979. (?. ?) MT rendelet ?
- 21/1979. (VI. 26.) MT rendelet a Magyar Népköztársaság Kormánya és Nagy-Britannia és Észak-Írország Egyesült Királysága Kormánya között Budapesten, az 1978. évi november hó 1. napján aláírt, az orvostudományi és az egészségügyi együttműködésről szóló egyezmény kihirdetéséről
- 23/1980. (VI. 25.) MT rendelet a Magyar Népköztársaság Kormánya és a Bolgár Népköztársaság Kormánya között, az 1979. június 15. napján aláírt, a növényvédelem és a növényvédelmi karantén téren történő együttműködésről szóló egyezmény kihirdetéséről.
- 29/1979. (VIII. 7.) MT rendelet a Magyar Népköztársaság Kormánya és a Mozambiki Népi Köztársaság Kormánya közötti, Budapesten az 1978. évi november hó 8. napján aláírt, egészségügyi együttműködésről szóló egyezmény kihirdetéséről
- 33/1979. (X. 14.) MT rendelet a Magyar Népköztársaság Kormánya és Kuvait Állam Kormánya közötti egészségügyi együttműködésről szóló egyezmény kihirdetéséről
- 34/1979. (X. 24.) MT rendelet a Magyar Népköztársaság Kormánya és az Amerikai Egyesült Államok Kormánya között Budapesten, az 1977. évi április hó 6. napján aláírt kulturális, oktatási, tudományos és műszaki-tudományos együttműködési egyezmény kihirdetéséről
- 46/1979. (XI. 27.) MT rendelet a Magyar Népköztársaság Kormánya és a Görög Köztársaság Kormánya között Athénben, az 1977. évi március hó 18. napján aláírt kulturális, oktatási és tudományos együttműködési egyezmény kihirdetéséről

### Egyéb fontosabb jogszabályok
- 4/1979. (III. 7.) NIM rendelet a Nyomástartó edények Biztonsági szabályzata (NYEBSZ) kiadásáról
- 7/1979. (IV. 11.) ÉVM—OT rendelet az új lakóépületekkel kapcsolatos kijavítási, hiánypótlási kötbér alapjának kiszámításáról
- 8/1979. (V. 9.) ÉVM rendelet a külföldi építőipari kapacitás igénybevételének engedélyezéséről
- 15/1979. (VII. 28.) KPM—BkM együttes rendelet A személyi tulajdonú személygépkocsik soronkívüli vásárlásának engedélyezéséről
- 12/1979. (VIII. 12.) ÉVM rendelet az egyes építőanyagipari munkás szakmákra képesítő vállalati (ágazati) szakmunkásképzésről
- 20/1979. (IX. 18.) KPM rendelet a Veszélyes Áruk Nemzetközi Közúti Szállításáról szóló Európai Megállapodás „A” és „B” mellékletének kihirdetéséről és belföldi alkalmazásáról
- 21/1979. (IX. 27.) KPM rendelet A Közlekedési és Postaügyi Minisztérium által fenntartott nevelőotthonokban fizetendő térítési díjakról
- 46/1979. (XI. 1.) PM rendelet A saját vállalkozásban végzett beruházások teljesítményértékének megállapításáról és elszámolásáról
- 4/1979. (XI. 14.) KPM—ÁH együttes rendelet A Darabáru Küldemények Díjszabásának módosításáról
- 25/1979. (XI. 14.) KPM—ÁH együttes rendelet A Tehergépjármű Díjszabás módosításáról
- 4/1979. (XII. 20.) ОТ—PM—ÉVM együttes rendelet Az építési műszaki-gazdasági normatívák alkalmazásáról szóló 2/1974. ОТ—PM—ÉVM (I. 17.) ОТ—PM—ÉVM számú együttes rendelet módosítása
- 58/1979. (XII. 24.) PM rendelet A Tanácsi Költségvetési Elszámoló Hivatalokról